# Thygater ubirajarai
Thygater ubirajarai là một loài Hymenoptera trong họ Apidae. Loài này được Urban mô tả khoa học năm 1999.